# Phase
Phase je rocková kapela momentálně sídlící v UK, jež vznikla v řeckém městě Larissa roku 2003. U jejího zrodu stál Thanos Grigoriou, jež zpočátku spolupracoval s různými hudebníky až do roku 2011, kdy byla kapela doplněna o Damose Harharidise a Vasilise Liapise, jež zde působí dodnes. Jejich debutem byla digitální skladba Perdition, která se stala součástí propagační kampaně pro vydání Windows 7 firmy Microsoft s názvem "Playlist Seven". Po tomto vydání následovalo další dvě alba s názvem "In Consequence
" a "Wait".

## Diskografie

### Alba

#### Řadové desky
- In Consequence (2010)
- The Wait (2014)

### Singly
- Perdition (2009)
- Static (Live) (2010)
- Amethyst (2013)
- Point of You (2014)